# 屈紃
屈紃（?—?），為《清華簡·楚居》中記載的楚国人物。出於“至酓绎与屈紃，使若嗌卜徙于夷屯”
清華簡的整理者如李学勤认为屈紃与后来春秋战国时代楚国的屈氏无关，子居和田成方都认为屈紃很可能就是屈氏的始祖。